# Progress MS-30
Progress MS-30 (ryska: Прогресс МС-30) eller som NASA kallar den, Progress 91 eller 91P, är en flygning av en rysk obemannad rymdfarkost för att leverera förnödenheter, syre, vatten och bränsle till Internationella rymdstationen (ISS). Farkosten sköts upp med en Sojuz-2.1a-raket, från Kosmodromen i Bajkonur, den 27 februari 2025.
Två dagar senare dockade den med rymdstationens Zvezda modul

### Fotnoter
1. 1 2  ”Russian space program in 2025” (på engelska). Anatoly Zak. 8 februari 2025. http://www.russianspaceweb.com/2025.html. Läst 8 februari 2025.